# Mihaela Armășescu

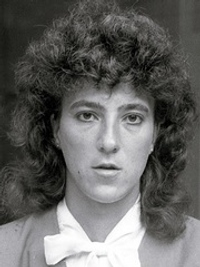
Mihaela Armășescu in den 1980er-Jahren

Mihaela Armășescu (* 3. September 1963 in Tomșani, Kreis Vâlcea) ist eine ehemalige rumänische Ruderin, die drei olympische Medaillen gewann.

## Karriere
Die 1,80 m große Mihaela Armășescu belegte mit dem rumänischen Achter den fünften Platz bei den Weltmeisterschaften 1983. Von den vor den Rumäninnen liegenden Mannschaften traten die Weltmeisterinnen aus der Sowjetunion und die Bronzemedaillengewinnerinnen aus der DDR wegen des Olympiaboykotts nicht bei den Olympischen Spielen 1984 in Los Angeles an. Die WM-Zweiten aus den Vereinigten Staaten und die viertplatzierten Kanadierinnen waren in Los Angeles genauso im Achter-Finale vertreten wie die Rumäninnen. Es siegten die US-Ruderinnen mit einer Sekunde Vorsprung vor den Rumäninnen, zwei Sekunden dahinter verwiesen die Niederländerinnen das kanadische Boot auf den vierten Platz.
Bei den Weltmeisterschaften 1985 und 1986 gewann Mihaela Armășescu jeweils Bronze hinter den Booten aus der UdSSR und der DDR; 1987 war sie nicht dabei. Bei den Olympischen Spielen 1988 startete Mihaela Armășescu in zwei Bootsklassen. Mit dem Achter gewann sie die Silbermedaille hinter dem Boot aus der DDR. Im Vierer mit Steuerfrau traten Mihaela Armășescu und Adriana Bazon nur im Vorlauf an. Im Finale gewann das rumänische Boot die Bronzemedaille, Armășescu und Bazon erhielten für den Vorlaufeinsatz ebenfalls eine Bronzemedaille. Zum Abschluss ihrer Karriere gewann Armășescu bei den Weltmeisterschaften 1989 in Bled wie im Vorjahr zwei Medaillen, wobei sie dieses Mal in beiden Finalläufen dabei war. Nach Bronze im Vierer ohne Steuerfrau gewann sie im Achter den Weltmeistertitel.